# L'eterna armonia
L'eterna armonia (A Song to Remember) è un film del 1945 diretto da Charles Vidor.
Ernst Marischka, che già nel 1934 aveva sceneggiato una biografia di Chopin, Valzer d'addio di Chopin, fu l'autore del soggetto di A Song to Remember per cui, nel 1946, ricevette la candidatura all'Oscar per il miglior soggetto.

## Trama
Chopin, presentato al pubblico come un bambino prodigio, deve suonare un brano di Mozart. Una volta iniziato a suonare, vede dalla finestra che i polacchi vengono fatti prigionieri da parte delle autorità russe. Anni dopo, Chopin con i suoi giovani amici prendono parte a riunioni segrete per salvare la Polonia e il patriottismo è la ragione più importante che lo spinge a suonare il pianoforte. Nonostante l'apprensione della sua famiglia, Chopin è incoraggiato nelle sue attività politiche clandestine dal suo maestro di pianoforte, il professor Elsner.
Invece di presentarsi in tempo per un importante concerto di fronte a un conte e altri ospiti illustri, Chopin si reca a un incontro segreto, e quando finalmente si esibisce, interrompe la musica non appena vede il governatore russo della Polonia entrare nella stanza. Chopin si alza e dice: "Non mi esibisco per i macellai zaristi." Il musicista si precipita fuori dalla stanza mentre il suo famoso Studio Rivoluzionario inizia in sottofondo. Lo scandalo risultante costringe Chopin a fuggire in Francia, insieme con il professor Elsner. Prima di partire per Parigi, Chopin prende la terra polacca con le mani.
Poco prima della notte del suo debutto in Francia, Chopin è informato dell'omicidio dei suoi amici rivoluzionari in Polonia da parte della polizia russa. La prima opera di Chopin riprodotta a Parigi è la Polonaise Eroica, dedicata alla Polonia. Alcuni musicisti, tra cui Franz Liszt, riconoscono il suo genio, ma il concerto non dà a Chopin il successo che Elsner aveva sperato.
La comparsa di George Sand, dà una svolta alla vita di Chopin. Si tratta di una scrittrice importante e influente, nonché un'aristocratica minore, che ha i soldi e le conoscenze per promuovere la sua fama. Ma il reale intento della Sand è che Chopin rimanga con lei, coccolato nella sua tenuta, per dedicarsi esclusivamente alla composizione. Durante questo periodo, Chopin scrive le sue opere più famose. Il film ritrae la Sand come una figura egoista, manipolatrice e dominante nella vita di Chopin, che seduce il musicista e lo distrae dal suo desiderio di servire la causa della Polonia. Sotto la sua influenza, Chopin snobba il suo vecchio amico Elsner, che attende pazientemente e gli ricorda il suo dovere verso il suo popolo.
Una giovane donna che conosceva Chopin in Polonia arriva a Parigi e si presenta a Chopin con un piccolo sacchetto di terra polacca, risvegliando il suo senso di patriottismo. Alla fine del film, Chopin si è riunito con Elsner ed ha abbandonato Sand per imbarcarsi in un tour internazionale volto a raccogliere fondi per la causa polacca. Le sue esecuzioni sono così appassionate che in uno dei suoi concerti, Chopin inizia a sanguinare. La durezza del tour distrugge la sua salute fragile. Chopin implora dal suo letto di morte di poter vedere Sand ancora una volta, ma lei lo rifiuta con freddezza. Infine il musicista soccombe alla tubercolosi.

## Ricezione
L'eterna armonia è stato candidato per il miglior attore protagonista (Cornel Wilde), miglior fotografia, miglior montaggio, migliore colonna sonora, miglior soggetto, miglior sonoro.

## Produzione
Il film fu prodotto dalla Columbia Pictures Corporation.

## Distribuzione
Distribuito dalla Columbia Pictures, il film uscì nelle sale cinematografiche USA il 18 gennaio 1945.